# Delegació de la Generalitat davant la UE
La Delegació del Govern de la Generalitat davant la UE és l'oficina permanent de presència ordinària del Govern de Catalunya davant de les institucions de la UE i dels governs de Bèlgica, Països Baixos i Luxemburg. Està situada a la ciutat de Brussel·les.
Va ser inaugurada el 1987, aleshores com a oficina dependent de l'ens publicoprivat Patronat Català Pro Europa (que va evolucionar fins convertir-se en l'actual Diplocat), i, des de 2004, va ser declarada Delegació del Govern. El 2006 va quedar definitivament governamentalitzada i adscrita al Departament de la Presidència (mitjançant el Decret 631/2006, de creació de la Secretaria per a la Unió Europea). A partir del 2016, amb la creació del Departament d'Acció Exterior, Delegació del Govern davant la UE passa a ser adscrita a aquesta conselleria.
Li corresponen les funcions següents:
1. Exercir la representació, defensa i promoció dels interessos generals de Catalunya i donar suport a les entitats i empreses catalanes davant les institucions i òrgans de la Unió Europea.
2. Impulsar la política i les actuacions del Govern davant la Unió Europea, i, en particular, coordinar la representació en les institucions i òrgans de la Unió Europea, analitzar-ne els mecanismes de participació i vetllar per la presència en el sistema de presa de decisions de la Unió, d'acord amb la legislació vigent.
3. Fixar la posició de la Generalitat davant de les iniciatives legislatives de la Unió, facilitar l'aplicació del dret de la Unió, coordinar la gestió dels procediments d'infracció i mantenir la participació en els mecanismes de cooperació administrativa relatius al dret de la Unió, així com seguir les eventuals iniciatives de revisió dels tractats de la Unió Europea per tal de facilitar la posició de la Generalitat en les reformes.
4. Seguir el marc institucional i jurídic de la Unió Europea i les seves implicacions envers la llengua catalana i occitana aranesa per tal de millorar-ne l'estatut en el si de la Unió.
5. Mantenir contacte amb els mitjans de comunicació, en estreta coordinació amb la persona responsable de comunicació de la Secretaria d'Afers Exteriors i de la Unió Europea.
6. Actuar com a òrgan de relació amb les delegacions o òrgans similars d'estats i d'altres territoris amb seu a Brussel·les, així com amb la representació permanent i altres organismes de l'Estat davant la Unió Europea.
7. Les altres funcions de naturalesa anàloga que li siguin encomanades.

Arran del recurs d'inconstitucionalitat presentat contra l'Estatut d’Autonomia per diputats del grup parlamentari del Partit Popular al Congrés, el 28 de juny de 2010 el Tribunal Constitucional va emetre la sentència 31/2010. En la seva decisió, el Tribunal Constitucional va anul·lar diversos preceptes de l'Estatut i respecte d'altres en va precisar la seva interpretació constitucional. Tanmateix, i pel que fa als articles de l’Estatut que fan referència a la Unió Europea que van ser recorreguts en el recurs esmentat, cal destacar que la sentència del Tribunal Constitucional en va avalar la plena constitucionalitat.
Així mateix, va ser l'única delegació a l'exterior que no es va veure afectada pel tancament generalitzat com a resultat de l'aplicació de l'Article 155, l'octubre de 2017.
Des de la seva creació, ha estat encapçalada per diferents responsables polítics, entre els quals Anna Terrón, Joan Prat, Pere Puig Anglada, Amadeu Altafaj, Meritxell Serret i Gorka Knörr. Del novembre del 2022 a mitjans 2024 ho va ser Ignasi Centelles Santana. Des de finals de 2024, el delegat del Govern davant la UE és Ester Borrás Andreu, que ve del cos diplomàtic espanyol.